# Liste des maires de Valenciennes
Cet article présente la liste des maires de Valenciennes depuis 1790 :

## Liste des maires
(avril 2014).
Si vous disposez d'ouvrages ou d'articles de référence ou si vous connaissez des sites web de qualité traitant du thème abordé ici, merci de compléter l'article en donnant les références utiles à sa vérifiabilité et en les liant à la section « Notes et références ».
| Période        | Période                       | Identité                                                  | Étiquette                     | Qualité |
| -------------- | ----------------------------- | --------------------------------------------------------- | ----------------------------- | --- |
| 1790           |                               | Pierre Le Hardy de la Loge                                |                               | |
| 1790           | 1791                          | Adrien Perdry                                             |                               | |
| 1791           | 1792                          | Jean-Claude Perdry                                        |                               | |
| 1792           | 1793                          | André Pourtalès                                           |                               | |
| 1793           | 2 juillet 1794                | Alexandre Denis Joseph Pujol de Mortry, baron de la Grave |                               | Prévot entre le siège de 1793 et celui de 1794 |
| 3 juillet 1794 |                               | Jean Joseph Bertin                                        | jacobin                       | Prévot, nommé après le siège de 1794 |
| 1794           |                               | Jean-Baptiste Dufresnoy                                   | jacobin                       | |
| 1794           | 1795                          | Louis Chauwin                                             | jacobin                       | |
| 1795           |                               | Donné                                                     | jacobin                       | |
| 1795           | 1796                          | Jean-Baptiste Doisy                                       | jacobin                       | |
| 1796           |                               | Pierre Célestin Cellier                                   | jacobin                       | |
| 1796           | 1797                          | Jean-Baptiste Doisy                                       | jacobin                       | |
| 1797           | 1798                          | Charles Lefebvre                                          | jacobin                       | |
| 1798           |                               | Charles Joseph Palier                                     | jacobin                       | |
| 1799           |                               | François Deleau                                           |                               | |
| 1799           |                               | Charles Joseph Verdavainne-Hazard                         |                               | |
| 1799           |                               | Nicolas Constant Bultot                                   |                               | |
| 1799           |                               | Étienne Henry Guiroux                                     |                               | |
| 1800           | 1802                          | Antoine Prouveur de Pont                                  |                               | |
| 1802           |                               | Ferdinand Joseph Baudoux                                  |                               | |
| 1802           | 1815                          | François-Joseph Benoist                                   |                               | Écuyer, chevalier de la Légion d'Honneur Député du Nord |
| 1815           |                               | Louis François Merlin d'Estreux, baron de Maingoval       |                               | Officier au Régiment de Vieille-Marine, chef de légion des Gardes nationales du département du Nord, chevalier de Saint-Louis |
| 1815           | 1822                          | François-Joseph Benoist                                   |                               | Écuyer, chevalier de la Légion d'Honneur Député du Nord |
| 1822           |                               | Martin Antoine Joseph Dinaux                              |                               | |
| 1822           | 1830                          | Philippe Louis Joseph Desfontaines de Preux               |                               | Conseiller général du Nord, chevalier de la Légion d'Honneur |
| 1830           |                               | Martin Antoine Joseph Dinaux                              |                               | |
| 1830           | 1838                          | Jean-Baptiste Flamme                                      |                               | |
| 1838           | 1839                          | Alexandre-Joseph Ledieu-Debaive                           |                               | |
| 1839           |                               | Jean Le Bret                                              |                               | |
| 1839           |                               | Louis-Maximilien Beauvois                                 |                               | |
| 1839           |                               | Alexandre-Joseph Ledieu-Debaive                           |                               | |
| 1839           | 1840                          | Claude Joseph Direz                                       |                               | |
| 1840           | 1841                          | Joseph Lenglet                                            |                               | |
| 1841           | 1843                          | Claude Joseph Direz                                       |                               | |
| 1843           |                               | Charles Millot                                            |                               | |
| 1843           |                               | Claude Joseph Direz                                       |                               | |
| 1843           | 1846                          | Honoré Carlier-Mathieu                                    |                               | |
| 1846           | 1848                          | Édouard Hamoir                                            |                               | Négociant Conseiller général de Valenciennes-Est (1870 → 1873) |
| 1848           |                               | Louis Joseph Dubus                                        |                               | Bâtonnier |
| 1848           | 1849                          | Charles Miot                                              |                               | |
| 1849           |                               | Augustin Joseph Maillart                                  |                               | |
| 1849           | 1852                          | Emile Lefebvre                                            |                               | |
| 1852           | 1857                          | Honoré Carlier dit Carlier-Mathieu                        |                               | Industriel fabricant de batiste |
| 1857           | 1870                          | Louis Joseph Bracq-Dabencourt                             |                               | |
| 1870           | 1871                          | Pierre Isidore Adolphe Dufont                             |                               | |
| 1871           |                               | Augustin Lefebvre                                         |                               | |
| 1871           | 1892                          | Amédée Bultot                                             | Républicain                   | Notaire Conseiller général de Valenciennes-Est (1873 → 1883) |
| 1893           | 1899                          | Paul Sautteau                                             |                               | |
| 1899           | 1912                          | Charles Devillers                                         |                               | |
| 1912           | 1917                          | Charles Tauchon                                           |                               | |
| 1917           | 1918                          | François Damien                                           |                               | |
| 1918           | 1919                          | Charles Tauchon                                           |                               | |
| 1919           | 1925                          | Jules Billiet                                             |                               | négociant |
| 1925           | 1927                          | Gustave Thery                                             |                               | |
| 1927           |                               | Victor Henry                                              |                               | |
| 1927           | 1940                          | Léon Millot                                               |                               | |
| 1940           |                               | Abel Posière                                              |                               | |
| 1940           | 1941                          | Léon Millot                                               |                               | |
| 1941           | 1944                          | Adolphe Lefrancq                                          |                               | Historien d'art, conservateur du Musée des Beaux-arts de Valenciennes Conseiller départemental de Valenciennes-Nord Nommé conseiller départemental par le Gouvernement de Vichy en 1943                                                              |
| 1944           | 1945                          | Alfred Le Mitouard                                        |                               | |
| 1945           | 1947                          | Aimé Laboureau                                            | PCF                           | Ouvrier du bâtiment |
| 1947           | 1988                          | Pierre Carous                                             | RPF, RS, UNR, UDR puis RPR    | Avocat Sénateur du Nord (1965 → 1990) Député du Nord (19e circ) (1958 → 1962) Conseiller régional du Nord-Pas-de-Calais (1973 → 1986) Conseiller général de Valenciennes-Est (1949 → 1955) Décès par suicide le 14 janvier 1990                      |
| 1988           | 1989                          | Olivier Marlière                                          | RPR                           | Avocat Conseiller général de Valenciennes-Est (1985 → 1988) |
| 1989           | 2002                          | Jean-Louis Borloo                                         | DVD puis UDF                  | Avocat Député du Nord (21e circ.) (1993 → 2002) Député européen (1989 → 1992) Démissionne lors de son entrée au gouvernement |
| 2002           | juin 2012                     | Dominique Riquet                                          | UDF puis UMP-PRV              | Chirurgien Député européen (depuis 2009) Conseiller régional du Nord-Pas-de-Calais (1992 → 2009) Démissionnaire |
| juin 2012      | En cours (au 29 janvier 2019) | Laurent Degallaix                                         | UDI-PRV puis MR puis Horizons | Cadre bancaire Député du Nord (21e circ. (2014 → 2017) Conseiller régional du Nord-Pas-de-Calais (2010 → 2014) Conseiller départemental de Valenciennes (2021 → ) Président de la CA Valenciennes Métropole (2016 → ) Réélu pour le mandat 2014-2020 |

## Compléments

### Sources
Liste affichée en Mairie de Valenciennes